# Lijst van voetbalinterlands Bolivia - Brazilië (vrouwen)
Deze lijst van voetbalinterlands is een overzicht van alle officiële voetbalinterlands tussen de nationale vrouwenteams van Bolivia en Brazilië. De landen hebben tot nu toe zes keer tegen elkaar gespeeld.

## Wedstrijden
| № | Plaats        | Datum             | Competitie                 | Wedstrijd          | Uitslag |
| - | ------------- | ----------------- | -------------------------- | ------------------ | ------- |
| 1 | Minas Gerais  | 18 januari 1995   | Sudamericano Femenino 1995 | Brazilië − Bolivia | 15 − 0  |
| 2 | Mar del Plata | 17 november 2006  | Sudamericano Femenino 2006 | Brazilië − Bolivia | 6 − 1   |
| 3 | Loja          | 12 september 2014 | Copa América 2014          | Brazilië − Bolivia | 6 − 0   |
| 4 | Manaus        | 9 april 2017      | Vriendschappelijk          | Brazilië − Bolivia | 6 − 0   |
| 5 | Coquimbo      | 13 april 2018     | Copa América 2018          | Bolivia − Brazilië | 0 − 7   |
| 6 | Quito         | 16 juli 2025      | Copa América 2025          | Brazilië − Bolivia | 6 − 0   |

## Samenvatting
| Competitie                           | Totaal gespeeld | Winst Bolivia | Gelijk | Winst Brazilië | Doelsaldo Bolivia – Brazilië |
| ------------------------------------ | --------------- | ------------- | ------ | -------------- | ---------------------------- |
| Sudamericano Femenino / Copa América | 5               | 0             | 0      | 5              | 1 − 40                       |
| Vriendschappelijk                    | 1               | 0             | 0      | 1              | 0 − 6                        |
| Totaal                               | 6               | 0             | 0      | 6              | 1 − 46                       |